# Har Seguv
Har Seguv nebo Har Sguv (hebrejsky: הר שגוב) je vrch o nadmořské výšce 867 metrů v jižním Izraeli, v pohoří Harej Ejlat.
Nachází se cca 25 kilometrů severozápadně od města Ejlat, cca 16 kilometrů jihozápadně od vesnice Elifaz, přímo na 5 mezistátní hranici mezi Izraelem a Egyptem. Má podobu výrazného odlesněného skalního masivu, jehož svahy spadají do hlubokých údolí, jimiž protékají vádí. Výrazný je zejména sráz na východní straně, do údolí vádí Nachal Botmim. K severu z hory stéká vádí Nachal Seguv. Krajina v okolí hory je členěna četnými skalnatými vrchy. Na východě je to Har Bosmat a Har Etek, na jihu hraniční hora Har Šani. Podobný ráz má i krajina západně odtud, na egyptské straně. Východně od hory prochází nedaleko egyptské hranice silnice číslo 12. Vlastní vrchol je kvůli hraniční poloze veřejně nepřístupný.